# Oxfordmartyrerna

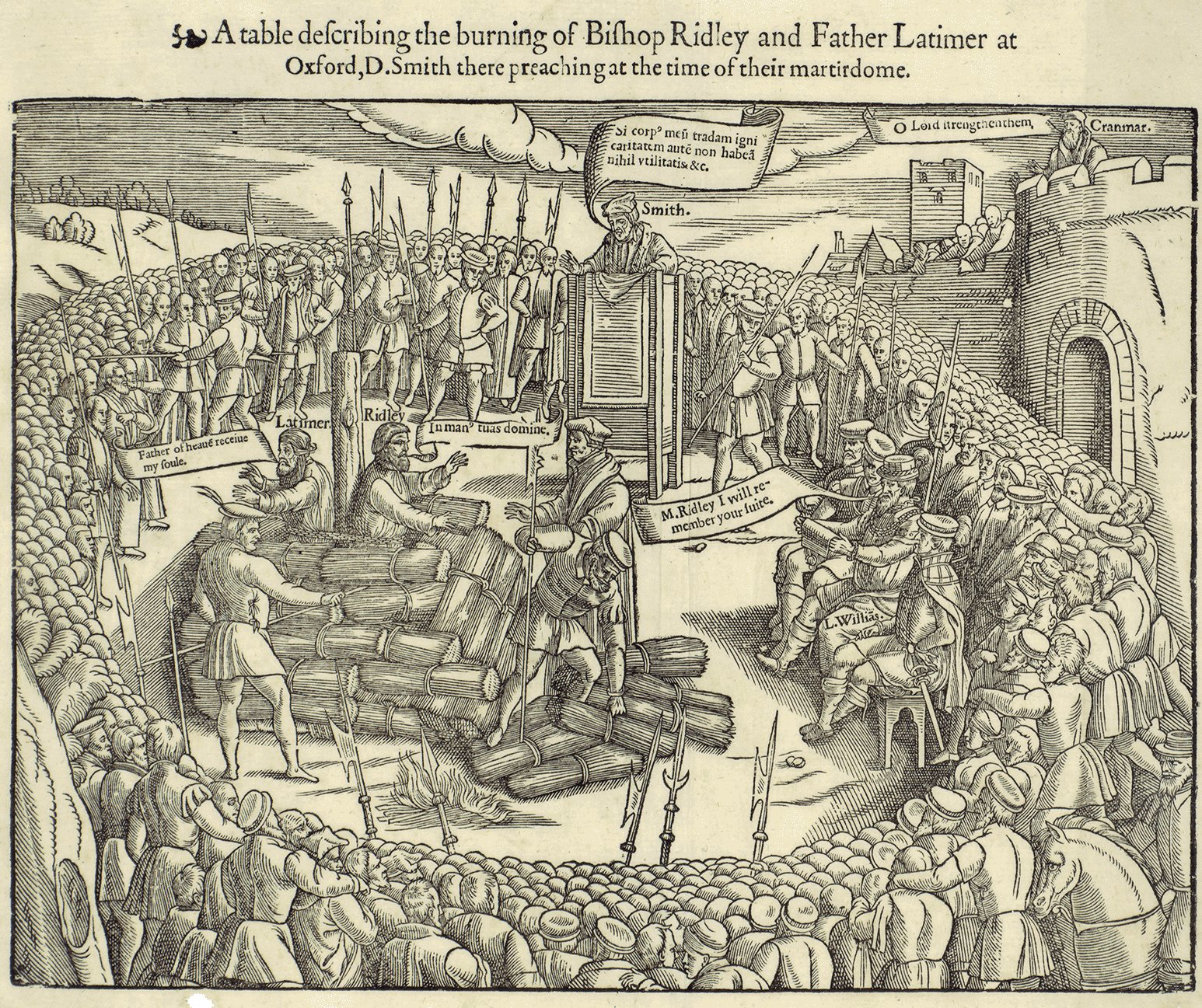
Latimer och Ridley bränns på bål. Träsnitt ur Book of Martyrs av John Foxe (1563).

Oxfordmartyrerna (engelska: The Oxford Martyrs) var tre anglikanska biskopar i den Engelska kyrkan som dömdes till döden för kätteri vid en rättegång i Oxford 1555, under den marianska förföljelsen. De dömda biskoparna avrättades därefter genom att brännas på bål. 
Den tidigare biskopen av Worcester och kung Edvard VI:s kaplan, Hugh Latimer, och den tidigare biskopen av London, Nicholas Ridley avrättades den 16 oktober 1555, medan ärkebiskopen av Canterbury, Thomas Cranmer, avrättades fem månader senare, den 21 mars 1556. 
Cranmer hade tvingats bevittna avrättningen av Latimer och Ridley, och därefter avsvurit sig den protestantiska tron. Enligt kätterilagen skulle den som konverterat till den katolska läran benådas. Drottning Maria vägrade dock att benåda Cranmer, och den 21 mars 1556 drog han offentligt tillbaka sin bekännelse och konvertering framför församlingen i Mariakyrkan. Han avrättades samma dag. 
Reformatorn Cranmer var förutom sin teologiska position även en av Marias politiska motståndare och hade både medverkat i beslutet att ogiltigförklara äktenskapet mellan hennes föräldrar Henrik VIII och Katarina av Aragonien samt understött Jane Greys partis försök att sätta protestanten Grey på tronen och åsidosätta Henrik VIII:s testamente, där den katolska Maria var först i arvsföljden efter sin bror Edvard VI. 

## Eftermäle
Rättegången mot biskoparna hölls i Mariakyrkan i Oxford. Avrättningsplatsen markeras i dag med ett kors i gatubeläggningen på nuvarande Broad Street i Oxford, framför Balliol College. Vid södra änden av St Giles' Street står ett monument till minne av martyrerna, Martyrs' Memorial, uppfört 1843.
Inom den anglikanska kyrkogemenskapen högtidlighålls den 16 oktober till minne av Oxfordmartyrerna.